# Margarete Palz
Margarete Palz (* 1937 in Mährisch Ostrau, Tschechoslowakei) ist eine deutsche Textilkünstlerin.

## Leben
Palz wurde mit ihrer Familie aus der Tschechoslowakei vertrieben und kam als 11-jähriges Kind nach Zweibrücken, wo sie auch heute noch lebt. Sie studierte von 1957 bis 1961 Bildende Kunst am Institut für Kunst und Werkerziehung an der Werkkunstschule Saarbrücken, sowie Kunstgeschichte an der Universität des Saarlandes und in Berlin (Freie Universität). 1960 wurde Palz Mitglied der Künstlervereinigung neue Gruppe Saar. 1966 begann sie ihre Lehrtätigkeit als Kunsterzieherin am Hofenfels-Gymnasium in Zweibrücken, die sie bis zu ihrer Pensionierung im Jahr 2000 fortsetzte. Danach verstärkte und erweiterte sie ihre schöpferische Tätigkeit vor allem im Bereich der Textilkunst. 2006 erhielt Palz einen Lehrauftrag an der Schule für Modedesign in Zürich. In den Jahren 2007 bis 2013 gewann sie mit ihren fantasievollen Kunstkleidern, die vor allem aus Filmen und Fotopapier hergestellt werden, mehrere internationale Preise. Das Material für ihre Kunstwerke erhält Palz von ihrem Bruder Gerhard Heisler, der in Saarbrücken als Fotograf tätig ist. Die Kleider werden auch bei tänzerischen Kunstaktionen vorgeführt. 2020 schuf Palz für die Mensa der Universität des Saarlandes eine über zwei Meter hohe Kleiderskulptur. Im Herbst 2021 wurde Palz im Rahmen des Wettbewerbs „Wearable Art“ in Australien zur Künstlerin des Jahres gewählt. Anfang 2022 wurde im Arthouse Saar in Neunkirchen erstmals eine große Ausstellung eröffnet, in der sowohl textile Kunstwerke von Frau Palz als auch künstlerische Fotografien ihres Bruders Gerhard Heisler gezeigt werden. Die Laudatio bei der Vernissage hielt der Präsident der Universität der Künste Berlin Norbert Palz. Die Schirmherrschaft übernahm Oberbürgermeister Jörg Aumann.
Palz ist die Mutter von Helmut Palz, Norbert Palz und Werner Palz und die Schwester von Gerhard Heisler, mit dem sie zusammenarbeitet.

## Auszeichnungen (Auswahl)
- 2007: Gewinnerin des Runner Up New Zealand, American Express Open Section und des Runner Up Wellington Int. Award
- 2008: Gewinnerin des American Express Open Section Award, des Supreme Runner Up – World of Wearable Art Award, New Zealand und des Best of Show Awards, Palos Verdes Art Center, Los Angeles, USA
- 2013: Gewinnerin der Gen-i-Creative Excellence Section, World of Wearable Art, New Zealand und des Certificate of Excellence ManneqART, Maryland, USA
- 2021: 1. Preis Wearable Art Wettbewerb in Mandurah, Australien

## Ausstellungen (Auswahl)
- 1974–2000: Forum Kunst im Comeniushaus, Saarbrücken
- 1995–2005: Quasi Moda, Aachen
- 1998: Spettaculo Furioso, Estate III, Parma, Italien
- 2002: International Art to Wear Exhibition, Gwangju Biennale, Seoul, Südkorea
- 2008: Wearable Expressions, Los Angeles, USA und High Societies visit Bill Hammonds paradise, WOW, Wellington, Neuseeland
- 2012: Museumsnacht, SWR-Kultur-Foyer, Mainz
- 2014: Bouquet Fantastique, Europäischer Rosenkongress, Zweibrücken
- 2019: Ensemble der Fantasie, Städtische Galerie Neunkirchen
- 2022: 2D-Symbiose-3D, Arthouse Saar Neunkirchen